# Erkan Baş

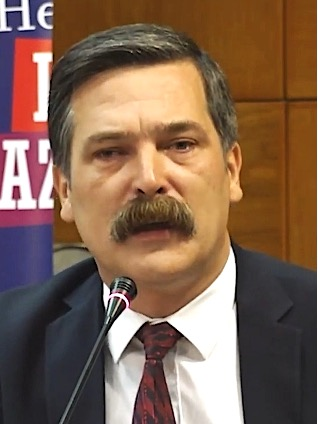
Erkan Baş (2023)

Erkan Baş (* 14. Juli 1979 in West-Berlin) ist ein türkischer sozialistischer Politiker und Wissenschaftler. Derzeit ist er Vorsitzender der Arbeiterpartei der Türkei (TİP) und Abgeordneter für Istanbul.

## Frühe Kindheit und Ausbildung
Erkan Baş wurde am 14. Juli 1979 in West-Berlin als Sohn eines Bosniaken in einer Einwandererfamilie aus dem Sandžak geboren. Sein Familienname im ehemaligen Jugoslawien war Jusović. Sein Vater war ein Arbeiter, der nach Deutschland ging, um dort zu arbeiten, und seine Mutter war eine Hausfrau, die auch eine Zeit lang als Textilarbeiterin tätig war.
Erkan Baş absolvierte seine Grund-, Mittel- und Oberschulausbildung in Istanbul und machte seinen Abschluss an der Fakultät für Literatur der Universität Istanbul, Fachbereich Wissenschaftsgeschichte. Sein Grundstudium absolvierte er in der Abteilung für Wissenschaftsgeschichte, die der Literaturfakultät der Universität Istanbul angeschlossen ist. Er arbeitete eine Zeit lang als Gastdozent an der Fakultät für Geistes- und Sozialwissenschaften der Technischen Universität Istanbul. Er wurde von der Schulverwaltung seines Amtes enthoben, da die Verwaltung nicht damit einverstanden war, den Beschäftigten der Cafeteria die geforderten Rechte zu gewähren, wofür sich Baş nachdrücklich eingesetzt und gekämpft hatte.

## Frühe politische Karriere
Erkan Baş war schon in jungen Jahren Mitglied der Sozialistischen Arbeiterpartei (SİP) und war auch Mitbegründer der Kommunistischen Partei (TKP) der Türkei und hat in der Partei verschiedene Aufgaben übernommen. Er war vor allem in der Istanbuler Organisation aktiv, da er Sekretär der Provinz Istanbul wurde und dem Organisationsvorstand und dem Zentralkomitee angehörte. Während seiner Amtszeit gab die Partei bei den Demonstrationen am 1. Mai 2008 auf dem Taksim-Platz eine Presseerklärung ab. Er nahm auch an einer Studentenkundgebung in Ankara teil, die sich gegen gesetzliche Regelungen richtete, die das Tragen von Hidschāb an Universitäten ermöglichen würden.

## Allgemeine Präsidentschaft und kollektive Führung in der TKP
Auf dem 9. Kongress der TKP trat Aydemir Güler von seinem Amt als Vorsitzender zurück, stattdessen wurde Erkan Baş zum Vorsitzenden gewählt.  Das Zentralkomitee der Partei schaffte das Amt des „Generalvorsitzes“ nach etwa sechs Monaten wieder ab, da es nicht den gewünschten Erfolg brachte. Die TKP wird vom Zentralkomitee der Partei als kollektive Führung geleitet. Allerdings spaltete sich die TKP im Jahr 2014 in zwei Parteien: KP und HTKP, wobei letztere von der Fraktion unter Führung von Erkan Baş gegründet wurde. Im Jahr 2017 gründeten Mitglieder der HTKP gemeinsam mit verschiedenen Teilen der türkischen Linken die Arbeiterpartei der Türkei (TİP).

## Arbeiterpartei der Türkei (2017–heute)
Baş wurde Parlamentskandidat der Demokratischen Partei der Völker (HDP) für die türkischen Parlamentswahlen 2018, bei denen er als Abgeordneter für Istanbul gewählt wurde. Im November 2018 wurde bekannt gegeben, dass er und Barış Atay beide aus der HDP austreten und stattdessen ihre politische Arbeit unter der Arbeiterpartei der Türkei (TİP) fortsetzen werden. Obwohl die Abgeordneten der TİP über die HDP gewählt wurden und später aus der HDP ausgetreten sind, unterhalten die beiden Parteien enge Beziehungen und handeln in vielen Fragen gemeinsam. Ein Wahlbündnis bei den kommenden Wahlen wurde als Möglichkeit genannt.  Am 25. August 2022 legten HDP, TİP und andere linke Parteien den Grundstein für ihr Wahlbündnis, das als Bündnis für Arbeit und Freiheit (Emek ve Özgürlük İttifakı) bekannt ist. Unter der Führung von Baş konnte die Partei ihre Sitze im Parlament auf vier erhöhen.